# Portland (Arkansas)
Pour les articles homonymes, voir Portland.
Portland est une municipalité du comté d'Ashley, dans l’État de l’Arkansas aux États-Unis.

## Démographie
| 1880 | 1900 | 1910 | 1920 | 1930 | 1940 | 1950 | 1960 |
| ---- | ---- | ---- | ---- | ---- | ---- | ---- | ---- |
| 19   | 426  | 823  | 618  | 543  | 518  | 517  | 566  |

| 1970 | 1980 | 1990 | 2000 | 2010 | - | - | - |
| ---- | ---- | ---- | ---- | ---- | - | - | - |
| 662  | 701  | 560  | 552  | 430  | - | - | - |